# L-lizin oksidaza
L-lizin oksidaza (EC 1.4.3.14, L-lizinska alfa-oksidaza, L-lizil-alfa-oksidaza) je enzim sa sistematskim imenom L-lizin:kiseonik 2-oksidoreduktaza (deaminacija). Ovaj enzim katalizuje sledeću hemijsku reakciju
-lizin + O2 + 2O {\displaystyle \rightleftharpoons } 6-amino-2-oksoheksanoat + NH3 +2O2
Ovaj enzim takođe deluje, mada sporo, na L-ornitin, L-fenilalanin, L-arginin i L-histidin.

## Literatura
- Nicholas C. Price; Lewis Stevens (1999). Fundamentals of Enzymology: The Cell and Molecular Biology of Catalytic Proteins (Third изд.). USA: Oxford University Press. ISBN 019850229X.
- Eric J. Toone (2006). Advances in Enzymology and Related Areas of Molecular Biology, Protein Evolution (Volume 75 изд.). Wiley-Interscience. ISBN 0471205036.
- Branden C; Tooze J. Introduction to Protein Structure. New York, NY: Garland Publishing. ISBN 0-8153-2305-0.
- Irwin H. Segel. Enzyme Kinetics: Behavior and Analysis of Rapid Equilibrium and Steady-State Enzyme Systems (Book 44 изд.). Wiley Classics Library. ISBN 0471303097.

## Spoljašnje veze
- L-lysine+oxidase на 